# Добруш (станція)
До́бруш (біл. До́бруш) — залізнична станція Гомельського відділення Білоруської залізниці на неелектрифікованій лінії Унеча — Гомель між станцією Закопиття (11,6 км) та зупинним пунктом Дудареве (7,6 км).
Розташована в однойменному місті Добруш Добруського району Гомельської області.
Від станції відгалужуються під'їзні колії до паперової і порциляної фабрикам.
Митний та прикордонний контроль на станції не здійснюється.

## Історія
Станція відкрита 1887 року, з відкритям регулярного пасажирського та вантажного руху на лінії Гомель — Брянськ.

## Пасажирське сполучення
Приміський рух здійснюється поїздами регіональних ліній економ-класу сполученням Гомель — Добруш.